# Điện ảnh Liechtenstein
Điện ảnh Liechtenstein (tiếng Đức: Liechtenstein kino) là tên gọi ngành công nghiệp điện ảnh của Công quốc Liechtenstein từ 1896 đến nay.

## Lịch sử hình thành và phát triển
Ra đời từ năm 1896, song Điện ảnh Liechtenstein chưa bao giờ có một ngành công nghiệp điện ảnh thực sự mang bản sắc địa phương. Hầu hết các bộ phim Liechtenstein được thực hiện bằng sự hỗ trợ nhiều mặt từ các quốc gia xung quanh như: Áo, Đức, Thụy Sĩ, Pháp và Ý. Với chỉ khoảng 35 ngàn dân (theo số liệu điều tra năm 2007), Liechtenstein có ba rạp chiếu phim và một liên hoan phim được tổ chức đều đặn hàng năm tại thủ đô Vaduz, kinh phí duy trì hoạt động do một trong các ngân hàng lớn của địa phương tài trợ. 

### Phim nổi tiếng
- 99 người đàn bà (1969)
- Nightmares come at night (1970)
- The bloody judge (aka Night of the blood mo...) (1970)
- Eugenie de Sade (1974)

## Vinh danh

### Liên hoan phim
- Liên hoan phim Vaduz